# Wilhelm Hengelbrock
Wilhelm Hengelbrock FSC (* 10. November 1907 in Osnabrück; † 12. Februar 1945 in Manila, Philippinen) war ein deutscher Ordensbruder.

## Leben
1930 trat Wilhelm Hengelbrock in das Noviziat der Brüder der christlichen Schulen in Honnef am Rhein ein und erhielt den Ordensnamen Bruder Mutwald William. Das Scholastikat im Kloster Maria Tann (Unterkirnach im Schwarzwald) beendete er 1935. Nach dem Abschlussexamen am englischen Lehrerseminar auf den Philippinen arbeitete er als Lehrer und Missionar an einer Ordensschule in der englischen Kolonie Malakka.
Nach Beginn des Zweiten Weltkriegs wurde er ausgewiesen und unterrichtete am De-La-Salle-College in Manila. Am 12. Februar 1945 wurde Bruder Mutwald William in der Kapelle des Kollegs von japanischen Soldaten getötet. Mit ihm starben in dem Massaker 15 weitere Schulbrüder und 25 Zivilpersonen, die im Kolleg Zuflucht gesucht hatten.
Die 41 Opfer wurden 1949 exhumiert und in drei Särgen am 12. Februar 1949 auf dem La-Loma-Friedhof in Quezon beerdigt.

## Ehrung
Die katholische Kirche hat Bruder Wilhelm Hengelbrock im Jahr 1999 als Glaubenszeugen in das deutsche Martyrologium des 20. Jahrhunderts aufgenommen.